# Luhany
A Luhany (ukránul: Лугань), népies nevén Luhanka (Луганка) folyó Ukrajnában, mely a Donyeci-hátságban ered, 198 kilométer hosszú, vízgyűjtő területe 3740 km² és a Donyec folyóba torkollik.